# Bothriembryon spenceri
Bothriembryon spenceri é uma espécie de gastrópode  da família Orthalicidae.
É endémica da Austrália.